# مارکو اسکارپلی
مارکو اسکارپلی (ایتالیایی: Marco Scarpelli؛ ۸ آوریل ۱۹۱۸ – ۱۹۹۵) فیلم‌بردار اهل ایتالیا بود.
از فیلم‌هایی که وی در آن‌ها نقش داشته‌است، می‌توان به تبهکاران، مؤسسه ریکوردی، یک روز در دادگاه، مسالینا، کاستا دیوا و آفرین پسر! اشاره نمود.